# Pudupalaiyam Aghraharam
Pudupalaiyam Aghraharam là một thị trấn thống kê (census town) của quận Namakkal thuộc bang Tamil Nadu, Ấn Độ.

## Nhân khẩu
Theo điều tra dân số năm 2001 của Ấn Độ, Pudupalaiyam Aghraharam có dân số 4994 người. Phái nam chiếm 52% tổng số dân và phái nữ chiếm 48%. Pudupalaiyam Aghraharam có tỷ lệ 65% biết đọc biết viết, cao hơn tỷ lệ trung bình toàn quốc là 59,5%: tỷ lệ cho phái nam là 75%, và tỷ lệ cho phái nữ là 54%. Tại Pudupalaiyam Aghraharam, 10% dân số nhỏ hơn 6 tuổi.